# Neocunaxoides ovatus
Neocunaxoides ovatus är en spindeldjursart som beskrevs av Lin, Zhang och Ji 2003. Neocunaxoides ovatus ingår i släktet Neocunaxoides och familjen Cunaxidae. Inga underarter finns listade i Catalogue of Life.